# Avisa Relation oder Zeitung

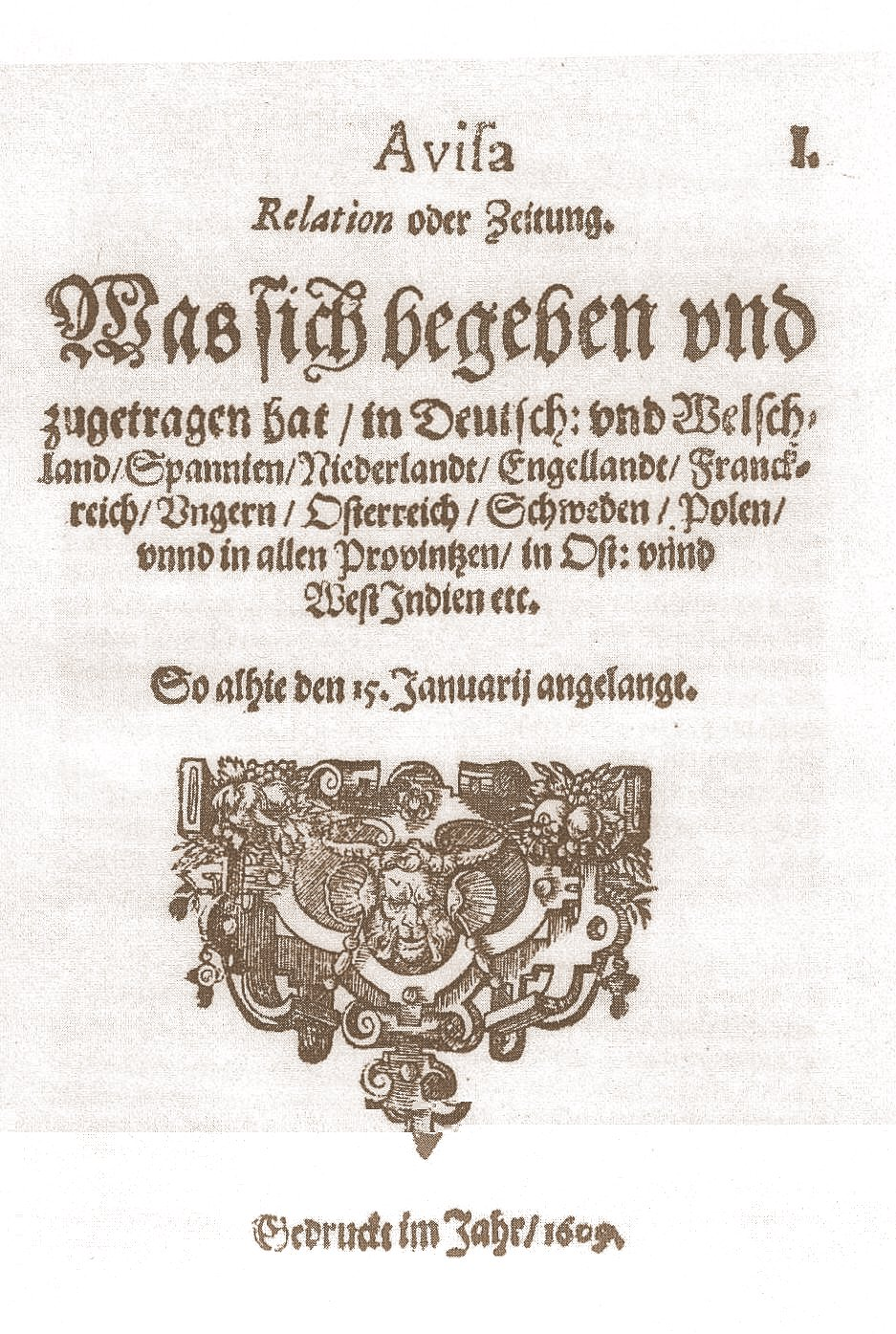
Trang nhất của tờ Avisa, Relation oder Zeitung số đầu tiên (15 tháng 1 năm 1609).

Avisa Relation oder Zeitung là một trong những tạp chí tin tức định kỳ đầu tiên trên thế giới. Ấn phẩm này được xuất bản ở Wolfenbüttel, Đức vào năm 1609. Nhà in/nhà xuất bản là Lucas Schulte. Số đầu tiên cho biết tin tức được thu thập từ nhiều quốc gia khác nhau trước ngày 15 tháng Giêng. Người ta cho rằng số tạp chí này từng được in vào hoặc khoảng ngày đó.
Một số cuốn sách đề cập đến Avisa là tờ báo đầu tiên trên thế giới. Trước năm 2005 đã có tranh cãi về việc Avisa hay Relation aller Fürnemmen und gedenckwürdigen Historien, được Johann Carolus đem in ở Strassburg là cuốn đầu tiên. Người ta tin rằng cả hai đều bắt đầu vào năm 1609. Tuy vậy, bằng chứng mới được tìm thấy vào năm 2005 cho thấy rằng Relation đã bắt đầu sớm nhất là vào năm 1605.
Cũng có một quan điểm khác, không coi một trong hai ấn phẩm này là báo chí theo nghĩa chính thức. Các tác giả như Stanley Morison tạo ra sự khác biệt giữa sách tin tức (xuất bản tin tức hàng tuần ở định dạng tứ phương) và các tờ báo khổ giấy in sau này.